# 就是喜歡你 (平井堅單曲)
《就是喜歡你》（日語：／羅馬拼音：／英文：The Place You Like），日本男歌手平井堅的第26張單曲。2007年2月28日發行。

## 概述
- 平井堅連續兩個月發行的第二彈單曲。
- 收錄天海祐希主演日劇《演歌女王》主題歌。

## 收錄曲目
1. 就是喜歡你
  - 作詞、作曲：平井堅／編曲：龜田誠治
  - 日本電視台連續劇《演歌女王》主題歌
2. 美麗的人
  - 作詞、作曲：平井堅／編曲：中西康晴
  - 資生堂「ELIXIR SUPERIEUR」電視廣告曲
3. By(e) My Melody - HALFBY's music for momo REMIX -
  - 作詞、作曲：平井堅／編曲：HALFBY
4. 就是喜歡你～less vocal～

## 外部連結
Sony Music的作品介紹
- 通常盤 （页面存档备份，存于）